# Bryony Botha
Bryony Botha (ur. 4 listopada 1997 w Auckland) – nowozelandzka kolarka torowa i szosowa, dwukrotna medalistka mistrzostw świata.

## Kariera
Pierwszy medal w karierze zdobyła w 2014 roku, kiedy zajęła trzecie miejsce w drużynowym wyścigu na dochodzenie na torowych mistrzostwach świata juniorów w Gwangmyeong. Na rozgrywanych rok później mistrzostwach świata juniorów w Astanie w tej samej konkurencji zdobyła złoty medal. W drużynowym wyścigu na dochodzenie zdobyła następnie srebrny medal podczas igrzysk Wspólnoty Narodów w Gold Coast (2018), brązowy na mistrzostwach świata w Pruszkowie (2019) i ponownie srebrny na igrzyskach Wspólnoty Narodów w Birmingham (2022). W 2022 roku zdobyła także srebrny medal w indywidualnym wyścigu na dochodzenie na mistrzostwach świata w Yvelines. W zawodach tych rozdzieliła Niemkę Franziskę Brauße i Josie Knight z Wielkiej Brytanii.
Startowała na igrzyskach olimpijskich w Tokio, gdzie reprezentacja Nowej Zelandii zajęła ósmą pozycję w drużynowym wyścigu na dochodzenie.